# Euphorbia shebeliensis
Euphorbia shebeliensis là một loài thực vật có hoa trong họ Đại kích. Loài này được (M.G.Gilbert) Bruyns mô tả khoa học đầu tiên năm 2006.